# Adolphe Coquet
Jean-François Adolphe Coquet (La Guillotière, 5 de marzo de 1841 - Lyon, 8 de diciembre de 1907) fue un arquitecto francés. Coquet estudió en la Escuela Nacional Superior de Bellas Artes de Lyon, donde fue alumno de Antoine-Marie Chenavard, Antonin Louvier y Charles-Auguste Questel. Posteriormente se trasladó a la Escuela de Bellas Artes de París. El arquitecto visitó las islas Canarias a finales del siglo XIX, donde realizó varias obras en el municipio tinerfeño de La Orotava. Su viaje quedó plasmado en su libro Una excursión a las islas Canarias, editado en 1884.
Adolphe Coquet fue un destacado masón, además de ser miembro de sociedades científicas como la Sociedad Linneana de Lyon (1872), la Sociedad Académica de Arquitectura de Lyon (1873) y la Sociedad Saboyana de Historia y Arqueología (1891). También fue nombrado académico honorario de la Real Academia de Bellas Artes de San Fernando en Madrid y recibió la distinción de Caballero de la Legión de Honor en 1896.

## Obras
Realizó las siguientes obras:
- El Monumento a los Hijos del Ródano en Lyon, de 1882 a 1887;
- La escuela primaria Raoul Dufy en el 3er arrondissement de Lyon;
- El Hospital General de Vichy;
- El Gran Hotel-Sanatorio Taoro en Tenerife;
- La entrada del Castillo de la Serraz en Seillonnaz;
- El mausoleo de mármol de Carrara para el marqués de la Quinta Roja en La Orotava;[6]
- Varios hôtels particuliers en Lyon y Rive-de-Gier;
- Varias tumbas y capillas funerarias.

Además, varios bocetos a grafito, pluma, tinta negra y acuarela, titulados Campanile ou tour pour les cloches, están expuestos en el Museo de Bellas Artes de París.